# Bayındır (rivière)
Pour l’article homonyme, voir Bayindir.
Plusieurs cours d'eau de Turquie portent le nom de rivière de Bayındır (Bayındır Çayı).
- La rivière de Bayındır coupée par le barrage de Bayındır à la périphérie de la ville d'Ankara. Cette rivière se jette dans la rivière de Hatip (Hatip Çayı) à seulement quelques centaines de mètres du barrage. Deux localités nommées Bayındır et Yeni Bayındır (« Bayındır neuf ») sont en amont du barrage dans le district urbain de Mamak de la province d'Ankara.
- La rivière de Bayındır coupée par le barrage de Çamlıdere. Elle rejoint la rivière de Bulak (Bulak Çayı, Berçin Çayı ou Öz Çayı) pour former la rivière de Kirmir (Kirmir Çayı) à 11 km au sud-est du barrage. Cette dernière est un affluent du fleuve Sakarya qu'elle rejoint au niveau du lac du barrage de Sarıyar. Le village de Bayındır (tr) qui donne son nom à la rivière est situé au sud du lac dans le district de Çamlıdere de la province d'Ankara.